# Ivan Kalita (ginete)
Ivan Aleksandrovich Kalita (em russo, Иван Александрович Калита: 14 de janeiro de 1927 - 29 de março de 1996) foi um adestrador soviético, campeão olímpico. 

## Carreira
Ivan Kalita representou seu país nos Jogos Olímpicos de 1960, 1964, 1968, 1972 e 1976, na qual conquistou a medalha de ouro no adestramento por equipes em 1972. 
Em Montreal 1976, com 49 anos de idade, ele foi o competidor olímpico mais velho da URSS.